# Arsiè
Arsiè es una localidad italiana de la provincia de Belluno, región de Véneto , con 2.633 habitantes.

## Evolución demográfica
| Gráfica de evolución demográfica de Arsiè entre 1861 y 2001 |
|                                                             |
| Fuente ISTAT - elaboración gráfica de Wikipedia             |